# 997

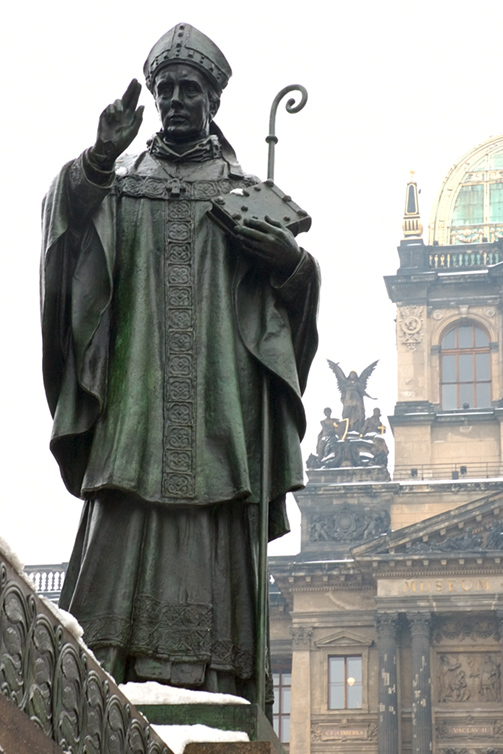
Standbeeld van Adalbert van Praag (2006)

Het jaar 997 is het 97e jaar in de 10e eeuw volgens de christelijke jaartelling.

## Gebeurtenissen

### Europa
- Voorjaar - Almanzor, de de facto heerser van Al-Andalus, valt Santiago de Compostella aan en vernietigt de stad gedeeltelijk. Hij wordt vergezeld door Portugese edelen – die allemaal een deel van de roofbuit ontvangen. Op de terugweg plundert Almanzor de steden Zamora en León (huidige Spanje).[1]
- 1 februari - Géza, grootvorst van de Magyaren, overlijdt na een regeerperiode van 25 jaar. Hij wordt opgevolgd door zijn 22-jarige zoon Stefanus I ("de Heilige"). Tijdens zijn bewind verblijven belangrijke Duitsers aan het Hongaarse hof. De Benedictijnen krijgen toestemming om landerijen te stichten.[2]
- Zomer - Roman I, heerser van het Bulgaarse Rijk, overlijdt in Constantinopel in gevangenschap. Hij wordt opgevolgd door zijn broer Samuel, die de Bulgaarse titel van tsaar aanneemt. Mogelijk ontvangt hij de 'keizerlijke kroon' van paus Gregorius V (waarschijnlijke datum).
- Koning Constantijn III ("de Kale") overlijdt na een regeerperiode van twee jaar – mogelijk vermoord door een dynastiek conflict tussen twee rivaliserende loyaliteitslijnen. Hij wordt opgevolgd door Kenneth III ("de Bruine") als de enige heerser van Alba (huidige Schotland).[3]
- Winter - Keizer Otto III reist naar Italië en laat de regering van het Heilige Roomse Rijk achter in de handen van zijn tante, Mathilde van Quedlinburg. Otto wordt vergezeld door bisschop Gerbert van Aurillac – zijn leraar en hofadviseur voor religieuze en staatszaken.[4]

### Azië
- 8 mei - Keizer Taizong (of Zhao Kuangyi) overlijdt in Kaifeng na een regeerperiode van bijna 21 jaar. Hij wordt opgevolgd door zijn zoon Zhenzong (of Zhao Heng) als de derde heerser van de Song-dynastie.[5]

### Astronomie
- 24 op 25 mei - De geleerden Al-Biruni (in Chorasmië) en Abu al-Wafa (in Bagdad) coördineren gezamenlijk met postduiven hun waarnemingen van een maansverduistering. Dit stelt hen in staat om de geografische lengte te berekenen, die tussen hun locaties niet meer dan 15° bedraagt. Het 'onbekende deel' van de wereld valt een stuk groter uit dan tot nu toe aangenomen.[bron?]

### Religie
- Voorjaar - Paus Gregorius V wordt in Rome verbannen tijdens een opstand. De familie Crescenzi benoemt Johannes XVI (voormalig leermeester van Otto III) tot tegenpaus. In een synode in Pavia wordt echter besloten dat Gregorius de rechtmatige paus is en Johannes wordt geëxcommuniceerd.[6]
- 23 april - Adalbert, een verbannen bisschop uit Praag, onderneemt een missie om de Pruisen in noord-oost Polen te bekeren. Hij predikt voor de inwoners van Gdańsk, maar wordt later door heidense Pruisen vermoord. Hertog Bolesław I ("de Koene") koopt zijn lichaam voor tegengewicht in goud.[7]
- Eerste schriftelijke vermeldingen van de stad Trondheim (gesticht door koning Olaf I) en het dorp Kessel.

## Overleden
- 1 februari - Géza, grootvorst van de Magyaren (r. 972 - 997)
- 23 april - Adalbert van Praag, Tsjechisch bisschop en missionaris
- 8 mei - Taizong, keizer van het Chinese Keizerrijk (r. 976 - 997)
- 20 augustus - Koenraad I, hertog van Zwaben (r. 983 - 997)
- Adelbert I, graaf van Périgord en La Marche (r. 976 - 997)
- Constantijn III ("de Kale"), koning van Schotland (r. 995 - 997)
- Roman I, heerser (tsaar) van het Bulgaarse Rijk (r. 977 - 997)